# Comfort and Joy
Comfort and Joy (Alternativtitel: Das Ice-Cream Syndikat) ist eine britische Filmkomödie aus dem Jahr 1984. Regie führte Bill Forsyth, der auch das Drehbuch schrieb.

## Handlung
Alan Bird lebt in Schottland und moderiert eine Radiosendung. Seine Freundin verlässt ihn, worauf er niedergeschlagen ist. Bird kauft gerade Speiseeis als auf den Verkaufswagen ein Anschlag verübt wird; dabei wird ebenfalls Birds Auto beschädigt. Es stellt sich heraus, dass hinter dem Anschlag ein konkurrierender Eisproduzent steht. 
Bird versucht, zwischen den Unternehmern zu vermitteln. Er bekommt während seiner Sendung unverständliche Botschaften und wendet sich an einen Psychiater.

## Kritiken
Roger Ebert schrieb in der Chicago Sun-Times, der Film gehöre zu den am meisten glückseligen und einnehmenden des Jahres. Forsyth mache „kleine Filme“ über „kleine Ereignisse“ im Leben der gewöhnlichen Menschen. Dieser Film sei „wundervoll“.
Das Lexikon des internationalen Films schrieb, der Film sei eine „liebenswerte, charmante Komödie, in der sich eine Fülle abstruser Einfälle zu einer tiefgehenden Auseinandersetzung mit Lebensentwürfen“ verbinde.

## Auszeichnungen
Bill Forsyth wurde im Jahr 1985 für das Drehbuch für den BAFTA Award nominiert. Chris Menges erhielt 1985 für die Kameraarbeit den National Society of Film Critics Award.

## Hintergründe
Der Film wurde in Glasgow gedreht. Er spielte weltweit in den Kinos ca. 1,06 Millionen US-Dollar ein.